# Егоров, Константин Борисович
Константи́н Бори́сович Его́ров (род. 17 ноября 1972, Пермь) — российский историк, кандидат исторических наук (2000), доцент (2007), ректор Пермского государственного гуманитарно-педагогического университета (с 2019).

## Биография
Окончил с отличием исторический факультет Пермского государственного педагогического университета (1995), присвоена квалификация квалификация «Учитель истории и права». С 1999 года работал ассистентом, затем старшим преподавателем на кафедре всеобщей истории ПГПУ, был заместителем декана исторического факультета по внеучебной работе.
В 1995—1996 годах прошёл стажировку на историческом факультете СПбГУ, в 1996—1999 годах обучался там же в аспирантуре при кафедре истории нового времени. 17 мая 2000 года под руководством К. Б. Виноградова защитил кандидатскую диссертацию «Армейский офицерский корпус и имперская политика Великобритании во второй половине XIX века» (официальные оппоненты В. В. Носков и М. С. Стецкевич).
С 2005 года — доцент, позднее заведующий кафедрой государственно-правовых дисциплин и методики преподавания права, заведующий отделением «Педагогическая юриспруденция» ПГПУ. Председатель правления некоммерческой организации «Фонд поддержки общественных инициатив „Гражданская позиция“», руководитель проекта «Создание сети Школ жилищного просвещения» С 2011 по 2019 годы — проректор по учебной работе ПГГПУ, курировал деятельность Программной дирекции и блока направлений Программы стратегического развития университета. В 2019 году приказом Министерства науки и высшего образования РФ назначен временно исполняющим обязанности ректора ПГГПУ. С 3 ноября 2020 года — ректор ПГГПУ, председатель Учёного совета вуза.
С 2023 года — председатель совета ректоров вузов Пермского края. Председатель Пермского регионального отделения российского общества «Знание». Член экспертного совета по инновационной деятельности в системе образования Пермского края, Совета по образованию и Координационного совета по развитию цифровой экономики Пермского края при губернаторе Пермского края, межведомственного координационного совета по патриотическому воспитанию граждан Пермского края.
Автор более 50 научных и учебно-методических работ. Является аккредитованным экспертом Федеральной службы по надзору в сфере образования и науки Российской Федерации по государственному контролю за соблюдением законодательства РФ об образовании, государственному контролю качества образования.
В 2024 году вошёл в число доверенных лиц В. В. Путина на выборах Президента Российской Федерации.

## Награды и звания
- Почетная грамота Министерства образования и науки РФ (2016)
- Нагрудный знак «Почетный работник воспитания и просвещения РФ» (2021)
- Благодарственное письмо председателя Пермской городской Думы (2021)
- Почетная грамота Губернатора Пермского края (2022)
- Благодарственное письмо председателя Законодательного собрания Пермского края (2022)
- Почетная грамота Минобрнауки Пермского края (2022)